# Амирханян, Михаил Давидович
Михаил (Микаел) Давидович Амирханян (арм. Ամիրխանյան Միքայել Դավթի; род. 5 ноября 1932, Куйбышево, Армянская ССР, СССР) — советский и армянский учёный-филолог, доктор филологических наук (1988), профессор (1991).
Академик Международной академии наук педагогического образования (МАНПО). Автор более 35 научных трудов, в том числе монографий.

## Биография
Родился 5 ноября 1932 года в селе Куйбышево Степанаванского района Армянской ССР, ныне село Урасар Лорийской области Армении.
в 1960 году окончил филологический факультет Ереванского государственного университета и по 1963 год работал старшим инструктором Совета профсоюзов Армении.
В 1963—1971 годах — председатель объединённого профсоюзного комитета, в 1967—1979 годах — старший преподаватель кафедры русского языка Ереванского государственного университета.
С 1979 года работает в Ереванском государственном университете языков и социальных наук имени В. Я. Брюсова: доцент (1986—1989), профессор (1989—1995), с 1995 года — заведующий кафедрой русской литературы. В 1985 году защитил докторскую диссертацию на тему «Интернациональный характер русской литературы в аспекте русско-армянских отношении, ХII — начала XX вв.».
Наряду с научно-преподавательской, занимается общественной деятельностью — председатель общества «Армения-Россия» Армянской общественной организации культурных связей с зарубежными странами (АОКС); руководитель Центра русского языка и культуры (ЦРЯК) Ереванского государственного лингвистического университета.

## Награды
- Медаль Пушкина (5 сентября 2022 года, Россия) — за большой вклад в развитие культурно-гуманитарных связей между Россией и Арменией[5].
- Удостоен медали «Григор Нарекаци», учрежденной Министерством культуры Армении[6].
- Медаль «За вклад в развитие Евразийского экономического союза» (29 мая 2019 года, Высший Евразийский экономический совет)[7].